# Тарілка

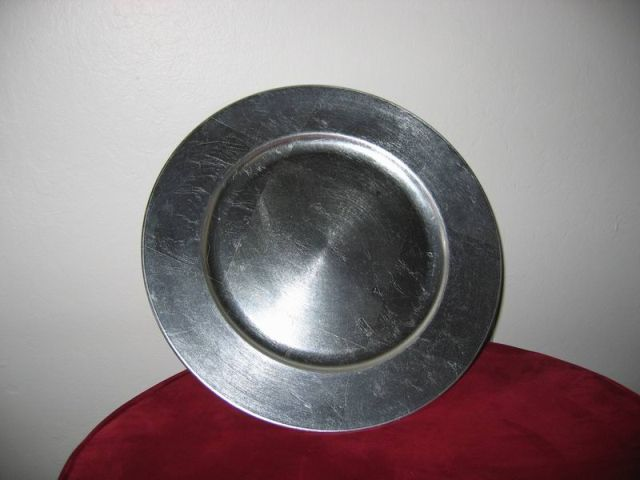
Металева тарілка

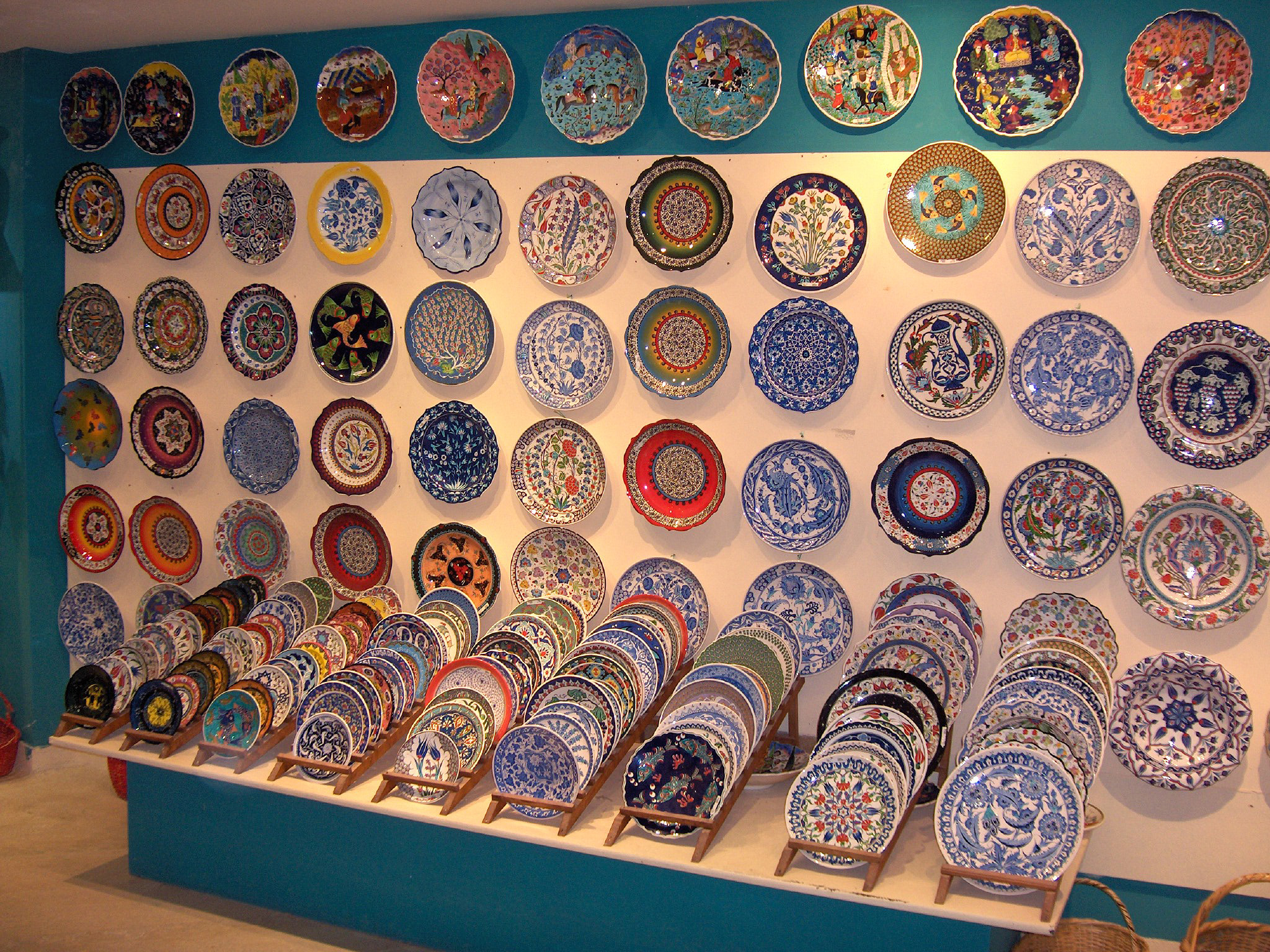
Декоративні турецькі блюдечка

Тарілка, полу́мисок, рідко тарі́ль — посуд, з якого вживають першу і другу страву, з третьої страви — лише десерти. Переважно тарілка круглої форми. Тарілки також бувають для прикраси. Такі тарілки називаються декоративні тарілки. Великі тарілки називають «тарелями» (також «блюдами»).

## Етимологія
Слово «тарілка» є зменшеною формою від «таріль», яке походить від пол. talerz — з метатезою приголосних (-ler- > -rel-) і переходом е в і через «новий ять». Польське talerz, у свою чергу, походить від сер.-в.-нім. talier < італ. tagliere («дошка для різання м'яса»).

## Матеріал
Матеріалом тарелі бувають різні: керамічні або глиняні, скляні, порцелянові, дерев'яні, металеві. Матеріал часто відіграє велику роль, відповідно до призначення тарілки. Також тарілки бувають для одноразового використання — пластикові або паперові.

## Форма
Тарілка складається з таких частин:
- Дно — нижня частина тарілки, куди насипають їжу.
- Борти — боковий край у посуді. Вони можуть бути пласкими, скошеними або випуклими.
- Вінця — верхні краї посуду, здебільшого відігнуті, потовщені.

## Призначення
Тарілки мають різну глибину. Глибина тарілки залежить від її призначення. Тарелі великої глибини переважно призначені для першої страви, рідше третьої страви. Тарілки малої глибини — для другої і третьої страви.
Тарілки малого розміру та малої глибини часто використовуються як підставка під чашку, щоб зберегти стіл сухим. Такі тарілки часто називають блюдцями або блюдечками.